# Список умерших в 1237 году

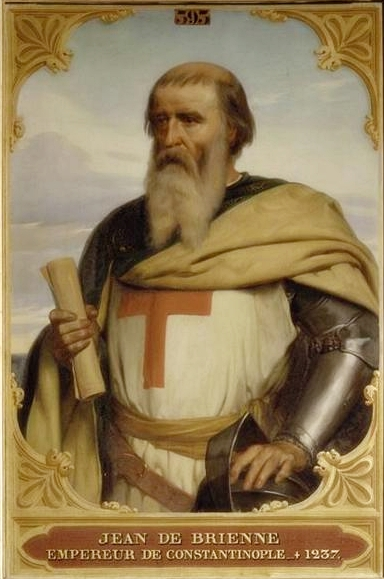
Иоанн де Бриенн

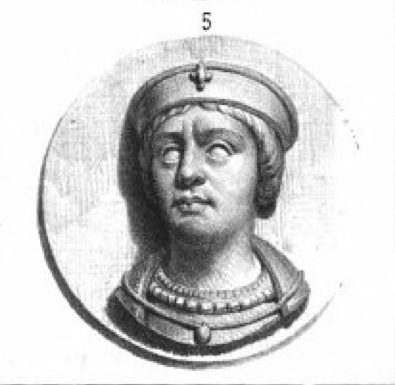
Гиг VI

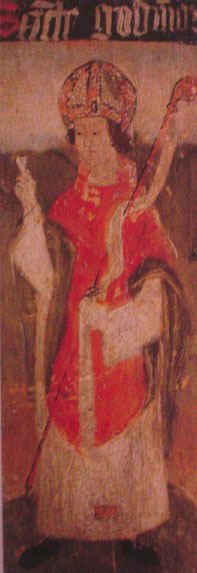
Гюдмундур Арасон

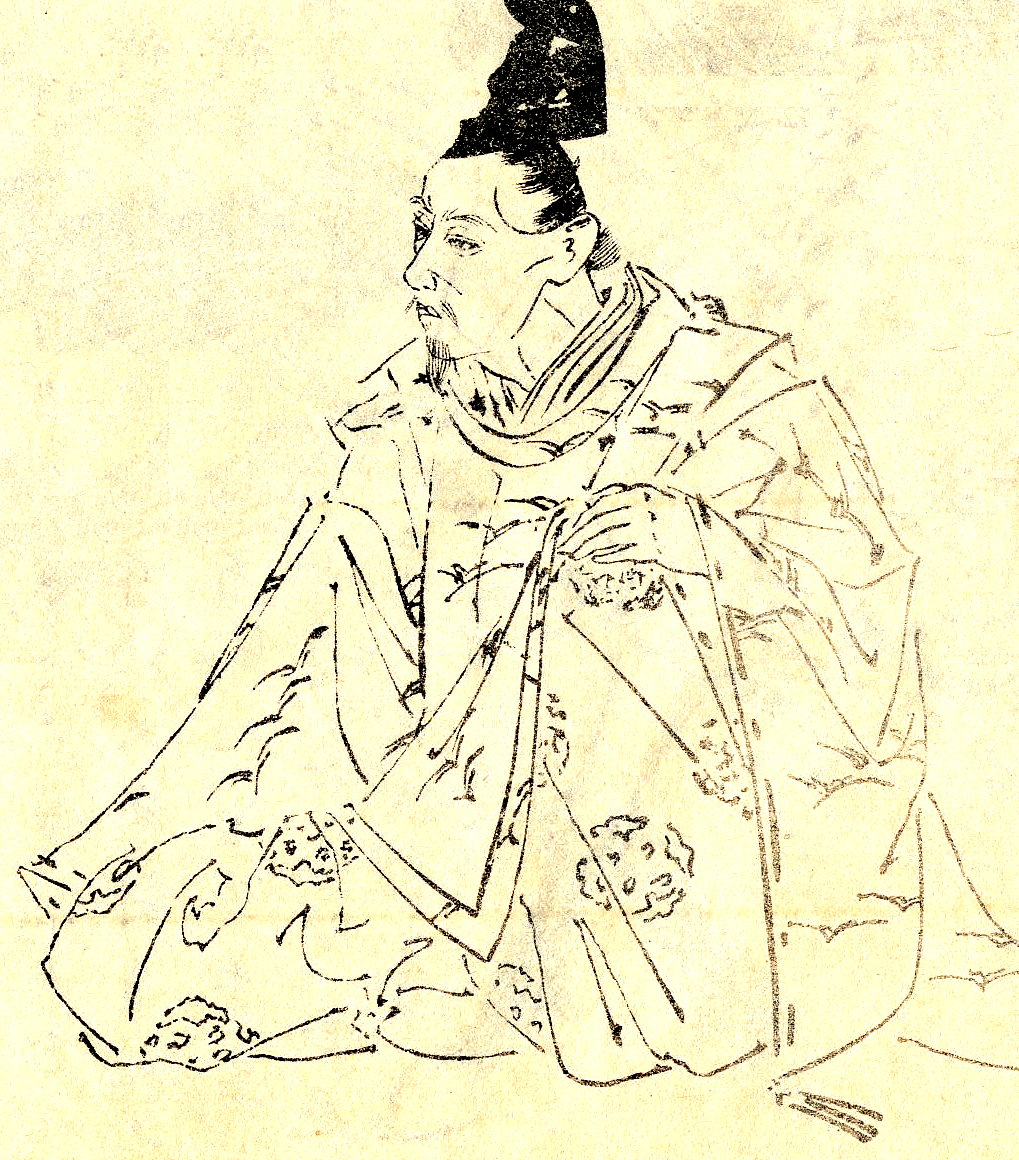
Фудзивара но Иетака

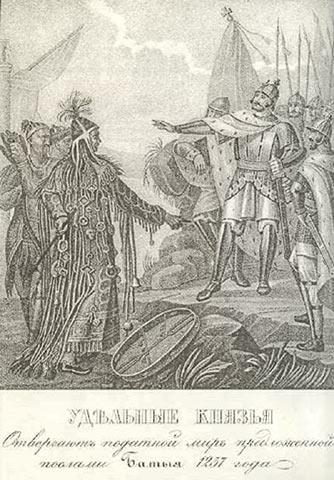
Юрий Ингваревич

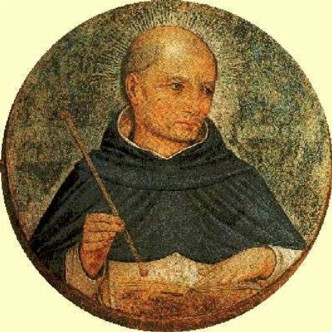
Иордан Саксонский

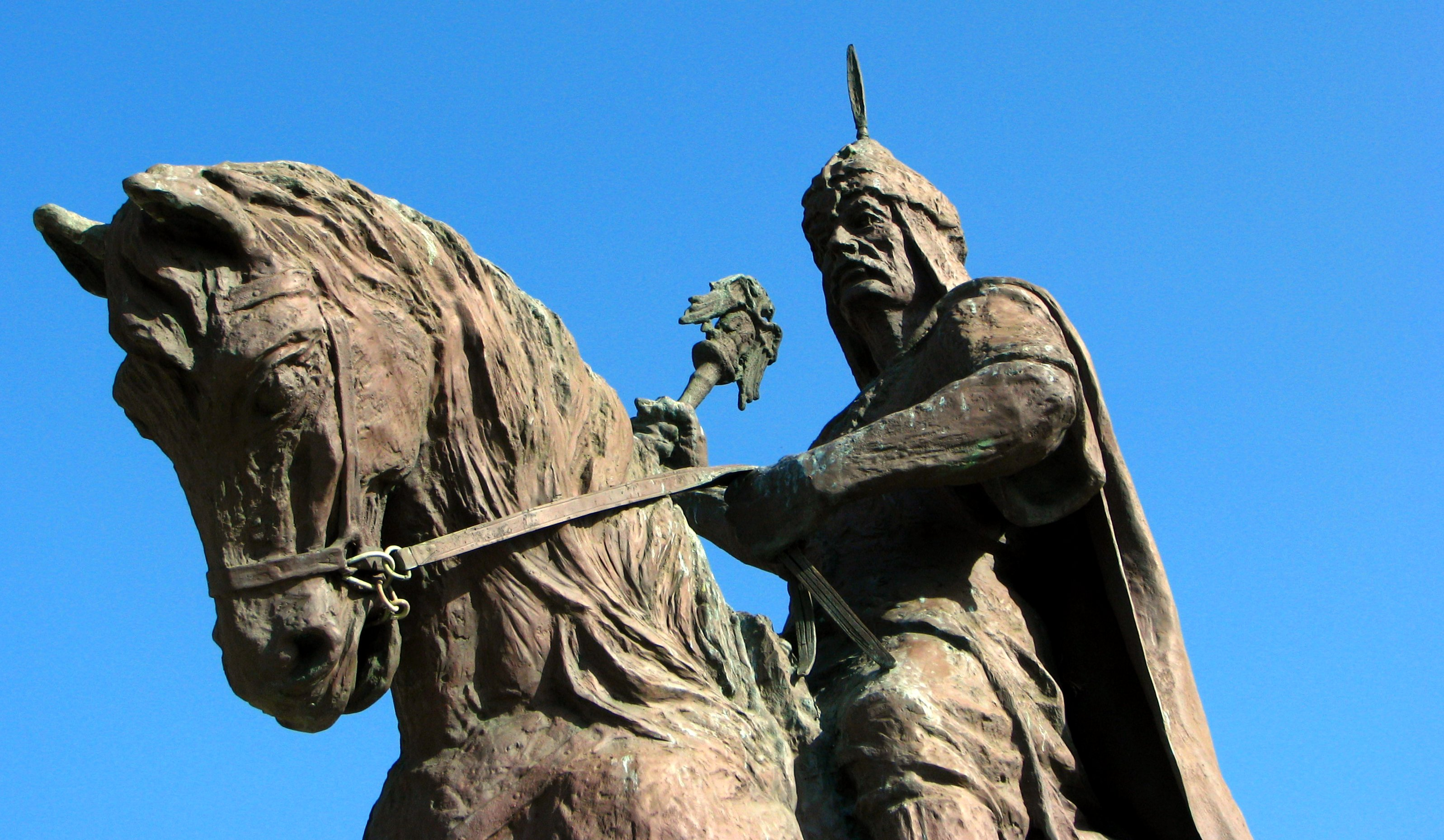
Кей-Кубад I

В этой статье представлен список известных людей, умерших в 1237 году.
См. также: Категория:Умершие в 1237 году

## Февраль
- 2 февраля — Джоан Уэльская — принцесса—консорт Уэльская (1208—1237), жена Лливелина ап Иорверта

## Март
- 14 марта — Гиг VI — дофин Вьеннский, граф д’Альбон (1228—1237)
- 16 марта — Гвюдмюндюр Арасон — исландский римско-католический епископ, народный святой и чудотворец.
- 23 марта — Иоанн де Бриенн — Король Иерусалима (1210—1212), регент Иерусалима (1212—1225), Император Латинской Империи (1229—1237)

## Апрель
- 12 апреля — Беренгария Леонская — императрица-консорт Латинской империи (1229—1237), жена Иоанна де Бриенна.
- 15 апреля — Ричард Пур — епископ Уинестера (1205), епископ Дарема (1209—1213, 1229—1237), епископ Чичестера (1215—1217), епископ Солсбери (1217—1228), инициатор строительства Солсберийского собора.

## Май
- 5 мая — Фудзивара но Иетака[англ.] — японский вака поэт
- 21 мая — Олаф Чёрный — король островов (1226—1237)

## Июнь
- 5 июня — Экберт фон Андекс[нем.] — архиепископ Бамберга (1203—1237)
- 6 июня — Джон Шотландский — граф Хантингдон и граф Нортгемптон (1219—1237), граф Честер (1232—1237)
- 17 июня — Ульрих фон Кибург[нем.] — епископ Кура (1233/34-1237)
- 29 июня — Генрих II фон Равенсбург[нем.] — епископ Айхштета (1232—1237)

## Август
- 7 августа — Франсуа Кассар[фр.] — французский кардинал-священник Ss. Silvestro e Marino ai Monti
- 27 августа — Аль-Ашраф[англ.] — айюбидский эмир Дамаска (1229—1237)
- 31 августа — Хыйджон (56) — правитель Корё (1204—1211).
- Бернардо Гильермо де Энтенза[исп.] — арагонский дворянин и полководец, главнокомандующий в битве при Пуче. Погиб от ран полученных в сражении.

## Декабрь
- 7 декабря — Абрахам бен Моше бен Маймон[англ.] — еврейский теолог и общественный деятель, нагид египетской еврейской общины, сын Маймонида.
- 13 декабря — Эмо Фрисландский, нидерландский хронист, монах-премонстрант, аббат монастыря Цветущего сада (лат. Hortus Floridus) в Блумхофе близ Гронингена, автор «Хроники Верумcких настоятелей» (лат. Chronicon abbatum in Werum).
- 21 декабря:
  - Аграфена Ростиславна — жена удельного Рязанского князя Игоря Глебовича, мать великого князя Рязанского Юрия Ингваревича, погибла во время осады Рязани Батыем;
  - Юрий Ингваревич — великий князь Рязанский (1235—1237), погиб при взятии Рязани монголо-татарами.
- Олег Юрьевич — удельный князь муромский, погиб в сражении на реке Воронеже.
- Фёдор Юрьевич — полулегендарный сын рязанского князя Юрия Ингваревича, известный по «Повести о разорении Рязани Батыем», убит монголами.
- Юрий Давыдович — князь Муромский (1228—1237), погиб в сражении на реке Воронеже.

## Дата неизвестна или требует уточнения
- Анна Мария Венгерская[англ.] — царица-консорт Болгарии (1221—1237), жена Ивана Асеня II
- Вилланус[англ.] — святой римско-католической церкви.
- Евпраксия Рязанская — жена рязанского князя Фёдора Юрьевича, покончила жизнь самоубийством во время монголо-татарского нашествия. Святая Русской православной церкви.
- Иордан Саксонский — Генеральный магистр ордена проповедников (доминиканцев) (1222—1237), проповедник, церковный писатель, святой римско-католической церкви.
- Йиндржих I из Градца, чешский дворянин из рода Витковичей, первый пан Градца, основатель линии панов из Градца.
- Кей-Кубад I — Султан Рума — (1219/1220—1237)
- Паллавичини, Гвидо — крестоносец итальянского происхождения. Участник 4-го крестового похода, маркграф Водоницы (1204—1237).
- Сюнтэн, первый король островного государства Рюкю из династии Сюнтэн (1187—1237).
- Фридрих II — первый граф Лейнинген (1220—1237).
- Хашин, монгольский принц из рода Борджигин.
- Чечейген, вторая дочь Чингисхана и его старшей жены Бортэ, правительница ойратов.
- Юлиус I Кан — венгерский барон, палатин Венгрии (1215—1217/1218, 1222—1226).